# Metropolia Pretorii
Metropolia Pretorii – metropolia Kościoła rzymskokatolickiego z siedzibą w Pretorii, obejmująca jedną archidiecezję i trzy diecezje w Republice Południowej Afryki oraz dwie diecezje w Botswanie, co stanowi całość struktur Kościoła katolickiego w tym kraju. Metropolia powstała 11 stycznia 1951. Od 2019 godność metropolity sprawuje abp Dabula Anthony Mpako. 

## Struktura

### Republika Południowej Afryki
- Archidiecezja Pretorii
- Diecezja Polokwane
- Diecezja Rustenburg
- Diecezja Tzaneen

### Botswana
- Diecezja Gaborone
- Diecezja Francistown